# Los de Abajo
Los de Abajo je mexická hudební skupina, která vznikla v roce 1992. Ve své tvorbě kombinuje ska a punk rock s latinskoamerickými styly jako salsa, cumbia a Son Jarocho, typické je rychlé tempo a bohatý zvuk využívající množství dechových nástrojů a perkusí.
Skupina pochází z hlavního města Ciudad de México. Název Los de Abajo je převzat ze stejnojmenného románu Mariana Azuely a znamená „ti, co jsou dole“ nebo „spodina“ (česky vyšel roku 1964 pod názvem Vojáci bídy). Členové skupiny zastávají radikálně levicové postoje a podporují Zapatovu armádu národního osvobození.
Skupina pro svou originalitu nenašla v Mexiku vydavatele, proto se jí ujal David Byrne a produkoval její první desku na vlastní značce Luaka Bop. Los de Abajo obdrželi v roce 2003 cenu BBC Radio 3 Awards for World Music, vystoupili na festivalech Glastonbury, Montreal, WOMAD a také v České republice na Letní filmové škole v Uherském Hradišti 2003 a na Rock for People v Hradci Králové 2008.

## Diskografie
- Los de Abajo (1998)
- Cybertropic Chilango Power (2002)
- Latin Ska Force (2003)
- Complete & Live '04 (2004)
- LDA v The Lunatics (2005)
- No Borrarán (2006)
- Actitud Calle (2010)
- Mariachi Beat (2014)[3]